# Lema de Fatou

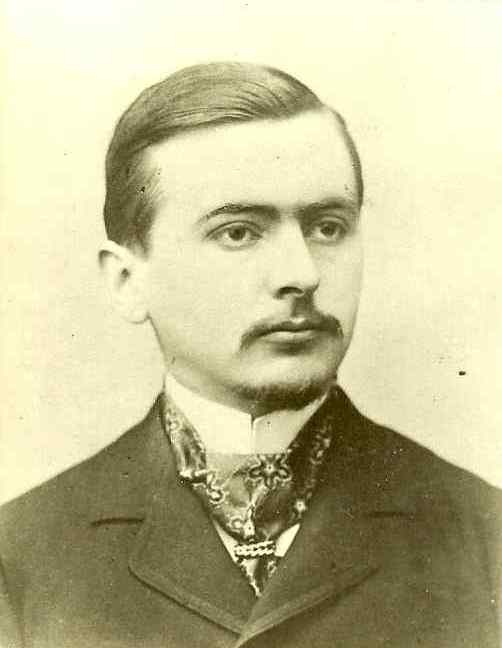
O matemático e astrônomo francês Pierre Fatou (1878-1929).

Em matemática o lema de Fatou é um importante resultado da teoria da medida. Normalmente é demonstrado partindo do teorema da convergência monótona e é aplicado para demonstrar o teorema da convergência dominada.

## Enunciado
Seja {\displaystyle f_{n}:E\to \mathbb {R} \,} uma seqüência de funções mensuráveis não negativas, então:
{\displaystyle \int \liminf _{n\rightarrow \infty }f_{n}\leq \liminf _{n\rightarrow \infty }\int f_{n}\,}

## Demonstração
Defina {\displaystyle g_{n}=\inf _{i\geq n}f_{i}(x)\,} e {\displaystyle f(x)=\lim _{n\to \infty }g_{n}=\liminf _{i}f_{i}(x)}.
{\displaystyle g_{n}\,} formam uma seqüência não-decrescente de funções não-negativas e, portanto, pelo teorema da convergência monótona, temos:
{\displaystyle \lim _{n\to \infty }\int _{E}g_{n}(x)dx=\int _{E}f(x)dx\,}
Da definição de {\displaystyle g_{n}\,}, temos ainda:
{\displaystyle \int _{E}g_{n}(x)dx\leq \int _{E}f_{i}(x)dx,~~\forall ~n\leq i\,}
Tomando o ínfimo em {\displaystyle i\,}, vale:
{\displaystyle \int _{E}g_{n}(x)dx\leq \inf _{i\geq n}\int _{E}f_{i}(x)dx,~~\forall ~n\,}
Passando ao limite em {\displaystyle n\,}, segue:
{\displaystyle \lim _{n\to \infty }\int _{E}g_{n}(x)dx\leq \liminf _{i\to \infty }\int _{E}f_{i}(x)dx\,}
Como{\displaystyle \lim _{n\to \infty }\int _{E}g_{n}(x)dx=\int _{E}f(x)dx=\int _{E}\liminf _{i\to \infty }f_{i}(x)dx\,}, temos o resultado:
{\displaystyle \int _{E}\liminf _{i\to \infty }f_{i}(x)dx\leq \liminf _{i\to \infty }\int _{E}f_{i}(x)dx\,.}

## Corolário
Seja {\displaystyle f_{n}:E\to \mathbb {R} \,} uma seqüência de funções mensuráveis não negativas convergindo quase-sempre para uma função {\displaystyle f\,}, tal que:
{\displaystyle \int _{E}f_{n}\leq K\,}
então:
{\displaystyle \int _{E}f\leq K\,.}